# Queijo canastra

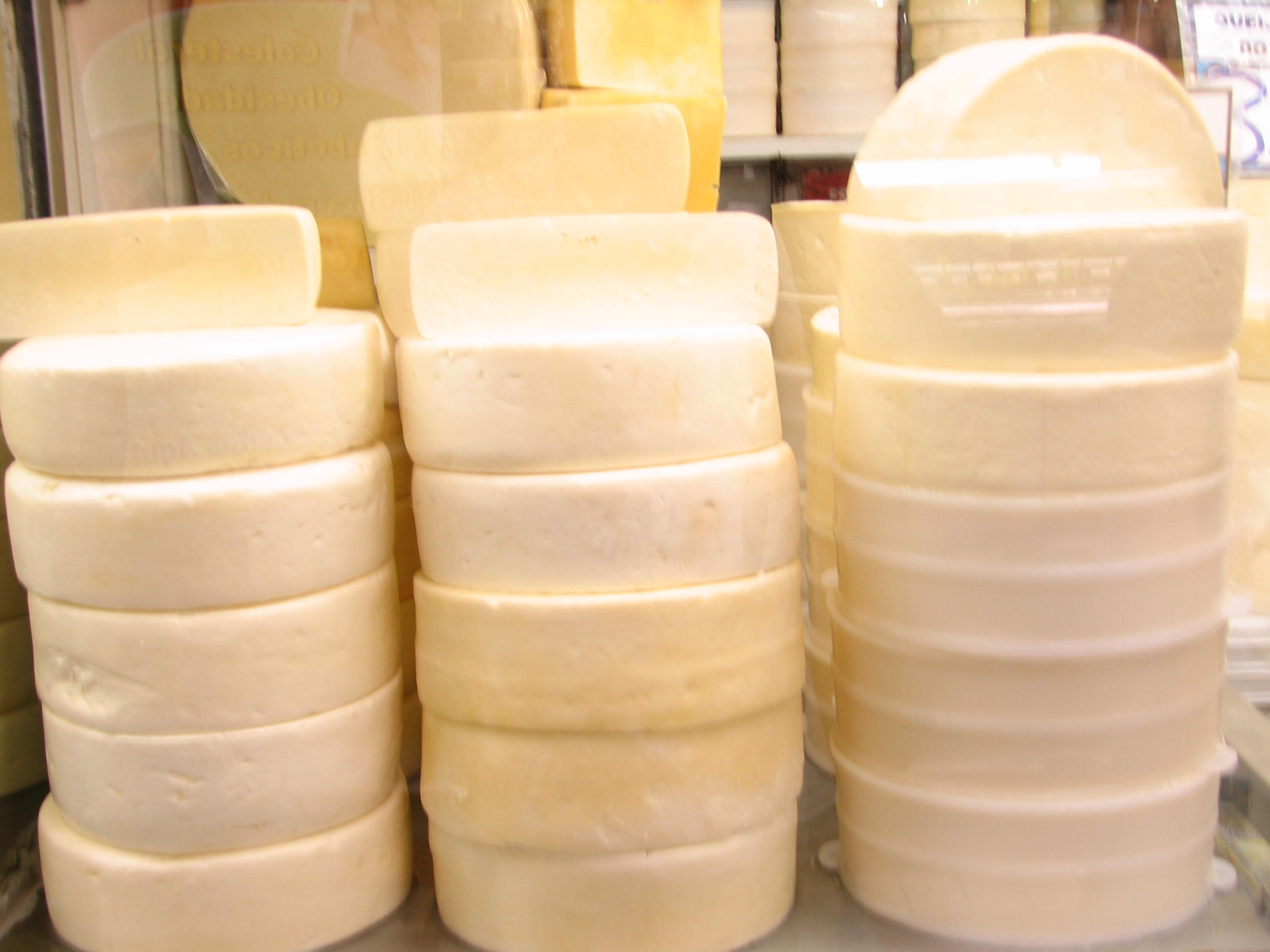
Queijo canastra em Minas Gerais.

O Queijo Canastra é um tipo de queijo brasileiro, de origem e produção de Minas Gerais, na região da Serra da Canastra. Produzido há mais de duzentos anos, é primo distante do queijo de São Jorge, Açores, Portugal, trazido pelos imigrantes da época do ciclo do ouro, mas com particularidades típicas conferidas pelo terroir. O clima, a altitude, os pastos e as águas da Serra da Canastra conferem um sabor forte, meio picante, denso e encorpado.[carece de fontes?] Desde maio de 2008, o queijo canastra é patrimônio cultural imaterial brasileiro, título concedido pelo IPHAN, o Instituto do Patrimônio Histórico e Artístico Nacional.[carece de fontes?]
O queijo Canastra é típico das proximidades do Parque Nacional da Serra da Canastra. A região reconhecida pelo INPI e IPHAN como produtora da iguaria engloba os municípios de Bambuí, Delfinópolis, Medeiros,  Piumhi, São Roque de Minas, Vargem Bonita e Tapiraí.

## Produção
O queijo canastra é um produto resultante da transumância, quando o gado no período invernal é levado ao alto da serra, onde as vacas alimentam-se de capim gordura.[carece de fontes?]
Pequenos produtores são responsáveis pela maior parte da produção desse queijo.
Para produzir um queijo do tamanho tradicional, com peso de cerca de 1 kg e 300 g, são utilizados aproximadamente dez litros de leite. O leite é colocado em um tanque onde recebe o coalho e o pingo, uma espécie de fermento líquido extraído da produção do dia anterior. A massa é compactada manualmente, recebe o sal grosso e fica a escorrer o soro por 24 horas.

## Origem controlada
O queijo canastra é um produto de origem controlada, podendo ser produzido apenas na região da Serra da Canastra. O queijo canastra recebeu o selo de indicação geográfica em 2012, atribuído pelo Instituto Nacional de Propriedade Industrial. Até meados de 2013 o queijo Canastra era consumido unicamente no estado de Minas Gerais, sendo proibida a sua distribuição para outras unidades da federação. Somente a partir da segunda metade de 2013 é que obteve autorização para ser distribuído para todo Brasil.[carece de fontes?]